# Grão (massa)

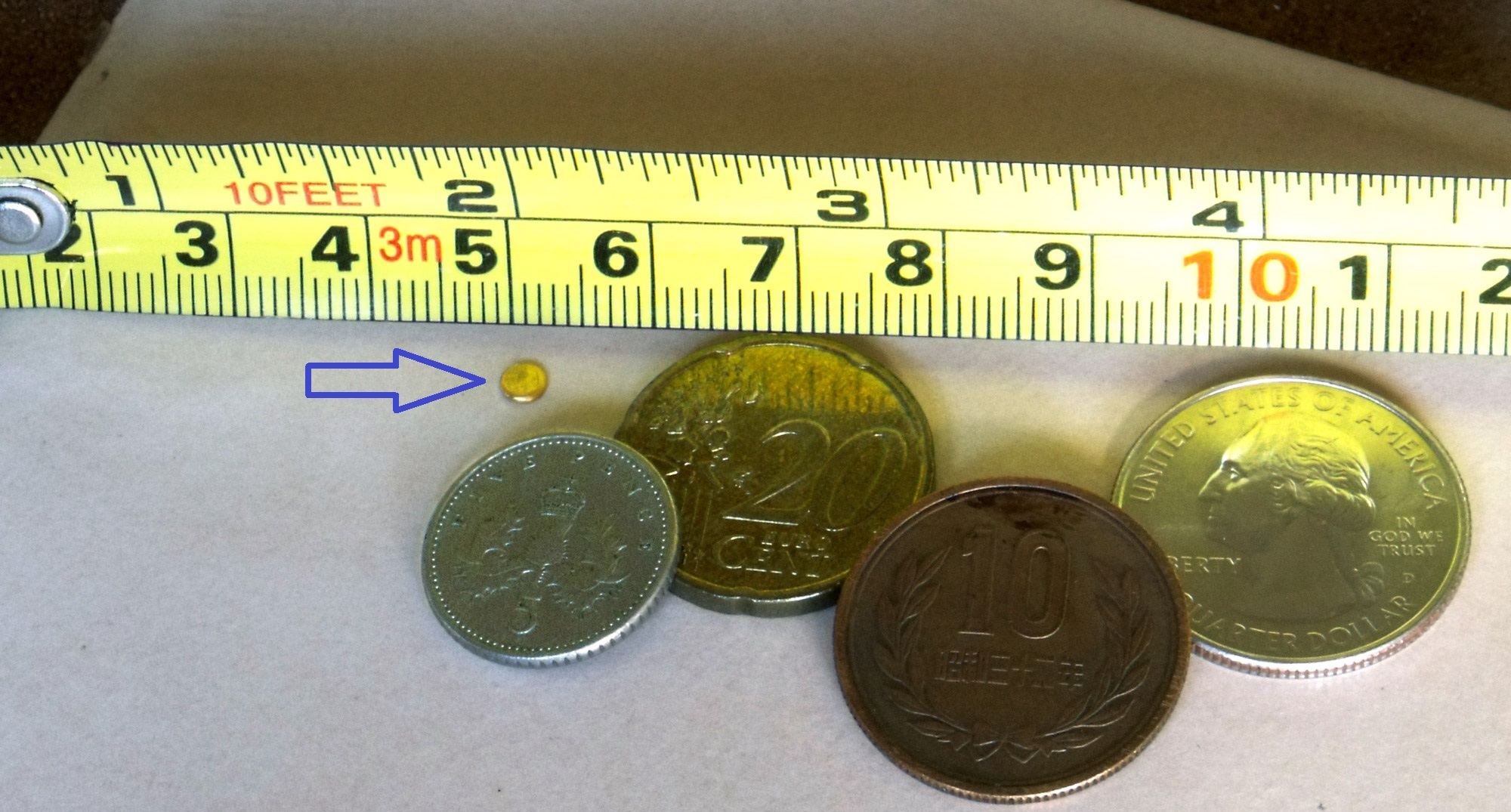
Pequeno disco de ouro em destaque, com massa de um grão (troy), com moedas e trena para dar ideia do tamanho

O grão (em inglês: grain) é uma unidade de medida de massa equivalente a um sétimo do milésimo (1/7000) da libra, que equivale a 64,79891 miligramas (aproximadamente 0,0648 gramas.

## Características
| Os grãos históricos  | Os grãos históricos |
| -------------------- | ------------------- |
| semente de alfarroba | ≈200 mg             |
| grão de cevada       | ≈65 mg              |
| grão de trigo        | ≈50 mg              |

Um grão é uma unidade de medida de massa, e nos sistemas de peso troy, avoirdupois e dos boticários, é igual a exatamente 64,79891 miligramas. É nominalmente baseado na massa de uma única semente ideal virtual de um cereal. Da Idade do Bronze ao Renascimento, as massas médias dos grãos de trigo e cevada faziam parte das definições legais de unidades de massa. Expressões como "trinta e dois grãos de trigo, retirados do meio da espiga" parecem ter sido fórmulas ritualísticas, essencialmente o equivalente pré-moderno de "unidade de medida legal".:27 Outra fonte afirma que foi definido como o peso necessário para 252,458 unidades para equilibrar uma polegada cúbica de água destilada a 30 polegadas de pressão de mercúrio e 62 graus Fahrenheit para o ar e a água. Outro livro afirma que o capitão Henry Kater, da British Standards Commission, chegou a esse valor experimentalmente.
O grão era a base legal dos sistemas de peso tradicionais ingleses, e é a única unidade igual em todos os sistemas de massa troy, avoirdupois e boticários.:C-6 A unidade era baseada no peso de um único grão de cevada, considerado equivalente a 1 1⁄3 grãos de trigo.:95 A unidade fundamental do sistema de peso inglês pré-1527 conhecido como tower, tinha como base o grão de trigo. O grão "tower" foi definido como exatamente 45⁄64 de um grão "troy".:74
Desde a implementação do acordo internacional de jardas e libras de 1 de julho de 1959, a medida de grãos ou grãos troy (símbolo: gr) foi definida em termos de unidades de massa no Sistema Internacional de Unidades como exatamente 64.79891 miligramas.:C-19 Um grama equivale a aproximadamente 15 grãos (ou exatamente 15,43236 grãos).:C-13 A unidade usada anteriormente por joalheiros para medir pérolas, diamantes e outras pedras preciosas, chamada de grão do joalheiro ou grão de pérola, é igual a 1 ⁄4 de um quilate ou 50 mg (~ 0,7716 gr).O grão também era o nome de uma unidade tradicional francesa igual a 53,115 mg.
Tanto no Império Britânico quanto nas unidades habituais dos Estados Unidos, há precisamente 7.000 grãos por libra avoirdupois e 5.760 grãos por libra troy ou libra boticária.:C-6–C-7

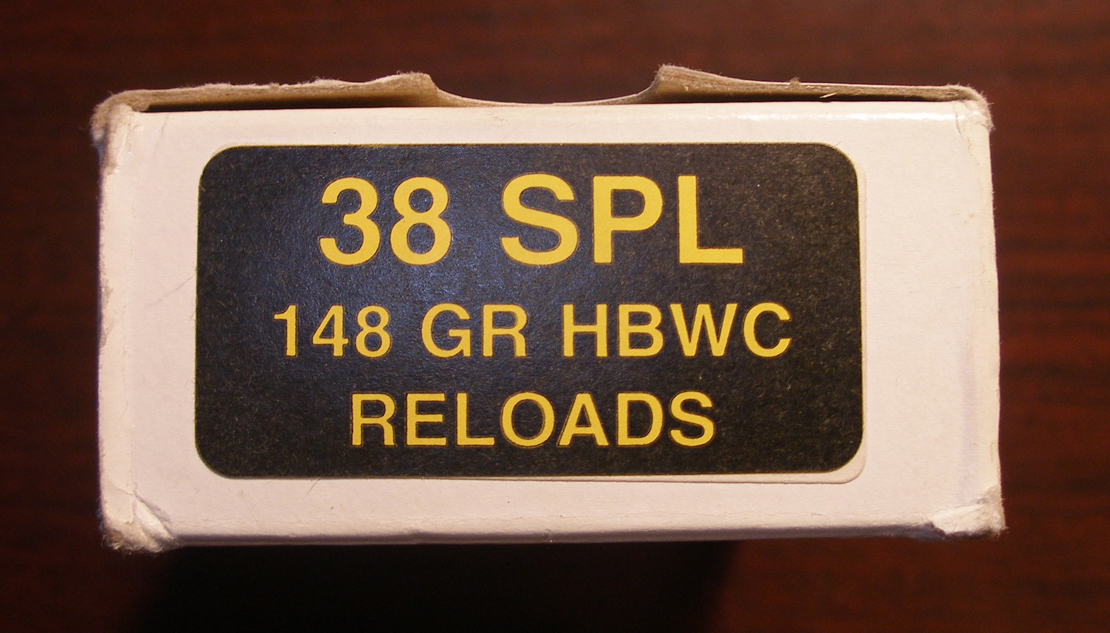
Uma caixa de cartuchos .38 Special com balas de 148 grãos.

O grão é comumente usado hoje em dia para medir a massa de balas e propelentes (pólvora). No arco e flecha, o grão é a unidade padrão usada para pesar flechas.
Na odontologia, a folha de ouro, usada como material para restaurar os dentes, também é medida em grãos.

## Resumo de equivalências
Um grão equivale exatamente a 0,06479891 gramas (64,79891 miligramas) e também a:
- 0,03657142857148 dracmas avoirdupois
  - 0,0166666666666666 dracmas troy
- 0,0022857142857143 onças avoirdupois
  - 0,00208333333333333 onças troy
- 0,00014285714285714 libras avoirdupois
  - 0,000173611111111111 libras troy

Além do mais:
- 7 000 grãos equivalem a uma libra avoirdupois.
- 5 760 grãos equivalem a uma libra troy.